# Die Aktion

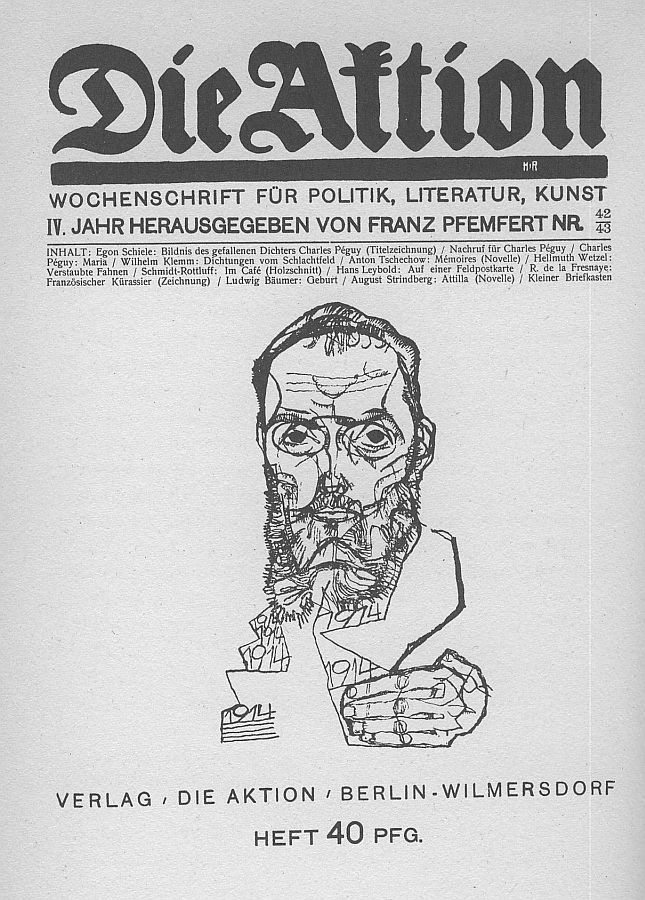
Titel der Aktion von 1914 mit einer Illustration von Egon Schiele

Die Aktion war eine von Franz Pfemfert von 1911 bis 1932 herausgegebene literarische und politische Zeitschrift, die dem Expressionismus zum Durchbruch verhalf und für eine undogmatische linke Politik stand. Anfangs erschien Die Aktion wöchentlich, ab 1919 vierzehntäglich, ab 1926 nur noch unregelmäßig.

## Vorgeschichte
Pfemfert hatte ab 1904 für einige Zeit (unter anderem gemeinsam mit Herwarth Walden, dem späteren Herausgeber der Zeitschrift Der Sturm) an der von Senna Hoy herausgegebenen anarchistischen Zeitschrift Kampf mitgearbeitet, durch die er mit zahlreichen modernen Autoren, Künstlern und Intellektuellen, die in Opposition zum wilhelminischen Kaiserreich standen in Kontakt kam. Danach arbeitete er für Das Blaubuch und schließlich für den Demokrat, dessen Mitherausgeber er 1910 wurde. In dieser radikaldemokratischen Zeitschrift, die er gemeinsam mit dem Freidenker und Sozialdemokrat Georg Zepler (1859–1925) herausgab, veröffentlichte er Texte zahlreicher Autoren, die kurz danach auch Die Aktion prägen sollten. Anfang 1911 kam es zum Bruch mit Zepler, als dieser eigenmächtig einen Beitrag von Kurt Hiller aus dem Blatt entfernen ließ. Nun stand für Pfemfert fest: Er brauchte sein eigenes Heft.

## Geschichte der Zeitschrift

### 1911–1914: Expressionismus und Internationalismus
Schon am 20. Februar 1911 erschien die erste Nummer der Aktion mit dem Untertitel „Zeitschrift für freiheitliche Politik und Literatur“, der 1912 in „Wochenschrift für Politik, Literatur und Kunst“ abgeändert wurde. Durch den Kontakt zu Hiller und dessen Freunden im Neuen Club, die unter der Bezeichnung Neopathetisches Cabaret Leseabende mit expressionistischen Künstlern organisierten, wurde Die Aktion rasch zum führenden Organ der neuen Richtung. Da es Pfemfert gelang, viele Autoren schnell bekannt zu machen und auch Verbindungen zu Verlegern wie Ernst Rowohlt und Samuel Fischer herzustellen, hatte er, obwohl er keine Honorare bezahlte, doch immer ausreichend Beiträge von hoher Qualität. Ab 1913 erschienen mehrere Sonderhefte, die nur Lyrik enthielten, darunter eine Nummer, die er ausschließlich dem Werk des im Januar 1912 jung verstorbenen Georg Heym widmete. Ab 1914 nahm der Anteil der grafischen Arbeiten zu, wobei besonders ausdrucksstarke Holzschnitte das Erscheinungsbild der Zeitschrift prägten.
In der ersten Nummer umriss Pfemfert das Ziel der Aktion wie folgt:

„Die Aktion tritt, ohne sich auf den Boden einer bestimmten politischen Partei zu stellen, für die Idee der Großen Deutschen Linken ein. Die Aktion will den imposanten Gedanken einer ‚Organisierung der Intelligenz‘ fördern und dem lange verpönten Wort ‚Kulturkampf‘ […] wieder zu seinem alten Glanze verhelfen. In den Dingen der Kunst und Literatur sucht Die Aktion ein Gegengewicht zu bilden zu der traurigen Gewohnheit der pseudoliberalen Presse, neuere Regungen lediglich vom Geschäftsstandpunkt aus zu bewerten, also sie totzuschweigen.“

Bis 1914 versuchte Pfemfert, über Die Aktion politischen Einfluss auf die SPD auszuüben, wobei er hoffte, links-revolutionäre und anarchistische Strömungen in die Partei tragen zu können. In Leitartikeln kritisierte Pfemfert dabei die chauvinistische und oft opportunistische Haltung der Partei und forderte sie auf, sich wieder darauf zu besinnen, dass die Sache der Arbeiterbewegung eine internationale sei. Auch anderweitig setzte Pfemfert die Zeitschrift für Kampagnen ein, so für die Freilassung des österreichischen Sexualpsychologen Otto Gross, den dessen Vater, der einflussreiche Kriminologe Hans Gross, hatte verhaften und in psychiatrische Zwangsbehandlung verbringen lassen.

### 1914–1918: Künstlerische Opposition während des Krieges

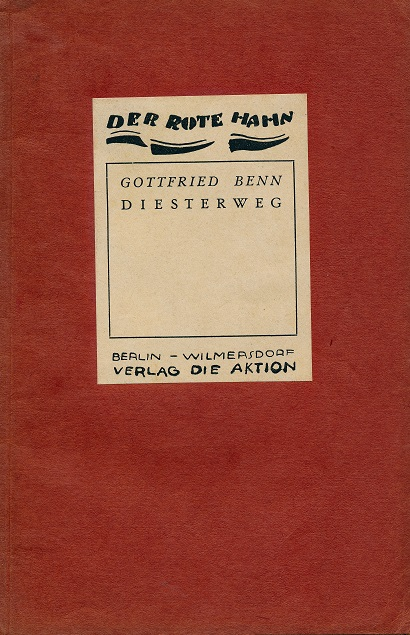
Gottfried Benn: Diesterweg. Reihe Der rote Hahn, Band 8, Verlag die Aktion, 1918

Bereits 1914, noch vor Ausbruch des Ersten Weltkriegs, wurde die Zeitschrift erstmals beschlagnahmt. Wie so häufig im Kaiserreich ging man auch hier gegen eine politisch missliebige Zeitschrift unter dem Vorwand vor, sie habe sittlich anstößige Texte veröffentlicht. Mit Ausbruch des Krieges im August 1914 verschärfte sich die Situation noch, da jetzt eine schärfere Zensur galt. Pfemfert beschloss deshalb, ab sofort nur noch literarische Texte zu veröffentlichen, um so ein vollständiges Verbot des Heftes zu vermeiden. Erstaunlicherweise gelang dies, und das obwohl Pfemfert in Rubriken wie Ich schneide die Zeit aus hetzerische Artikel aus anderen Zeitungen geschickt montierte, und in einer Briefkastenrubrik Künstler und Intellektuelle, die den Krieg unterstützten, scharf angriff. Auch literarische Publikationen setzte er geschickt im Sinne des Antimilitarismus ein, indem er beispielsweise Gedichte von der Front veröffentlichte, darunter Lyrik von Oskar Kanehl und Wilhelm Klemm,  die das Grauen des Krieges eindringlich schilderten. Noch kühner war die Herausgabe von Sondernummern, die sich ganz der Literatur eines „Feindeslandes“ widmeten. 1914 erschien eine Sondernummer von Hans Flesch-Brunningen mit einem Porträt Egon Schieles.
Die Aktion war die einzige oppositionelle Literatur- und Kunstzeitschrift während des Krieges und umging mit verdeckendem Schreiben und anderen Mitteln souverän die Zensur, so die Einschätzung von Gerald Raunig in einem Beitrag von 2004.

### 1918–1925: Wochenschrift für revolutionären Sozialismus
Nach dem Ersten Weltkrieg wandte sich Pfemfert bald enttäuscht vom Expressionismus ab. Viele Autoren waren ihm nun zu saturiert und nur noch auf Verträge mit großen Verlagen aus. Für den Moralisten Pfemfert war dies Verrat, und nicht zu Unrecht mag er auch gespürt haben, dass die einst rebellische Phase des Expressionismus endgültig vorbei war. In der Aktion erschienen nun in erster Linie politische Texte. Entschieden unterstützte er den Rätekommunismus und veröffentlichte auch Texte von Lenin und anderen russischen Revolutionären, so z. B. Leo Trotzki, mit dem Pfemfert und seine Frau auch persönlich befreundet waren.
Bereits Ende 1918 veröffentlichte die Aktion einen Aufruf des Spartakusbundes. Nach Gründung der KPD machte Pfemfert sein Heft für einige Zeit zum Organ dieser Partei und gab der Aktion dazu den neuen Untertitel „Wochenschrift für revolutionären Sozialismus“. Als die KPD im Oktober 1919 ihren Kurs änderte und Syndikalisten auszuschließen begann, versuchte Pfemfert in der Aktion noch für einige Zeit, die linke Opposition zu einigen. Ab 1920 jedoch unterstützte er die linkskommunistische Kommunistische Arbeiterpartei Deutschlands (KAPD) und ab Ende 1921 deren Abspaltung Allgemeine Arbeiter-Union – Einheitsorganisation (AAUE), deren führendes Mitglied er war. Mitte der 1920er näherte er sich an die Freie Arbeiter-Union Deutschlands (FAUD) von Rudolf Rocker an und veröffentlichte auch einige Texte von ihm im Heft. Zu dieser Zeit war jedoch schon klar, dass die Revolution in Deutschland gescheitert war.
Ab 1913 hatte Pfemfert in der Aktion öfter Artikel gegen den deutschen Antisemitismus veröffentlicht. Nach dem Krieg engagierte er sich gegen antisemitische Tendenzen in der KPD und der Komintern. 1923 dokumentierte sein Artikel Die schwarzweiszrote Pest im ehemaligen Spartakusbund antisemitische Auszüge einer Rede der damaligen KPD-Vorsitzenden Ruth Fischer, mit der sie völkische Studenten für die KPD zu gewinnen versucht hatte: „Sie rufen auf gegen das Judenkapital, meine Herren? Wer gegen das Judenkapital aufruft, meine Herren, ist schon Klassenkämpfer, auch wenn er es nicht weiß. Sie sind gegen das Judenkapital und wollen die Börsenjobber niederkämpfen. Recht so. Tretet die Judenkapitalisten nieder, hängt sie an die Laterne, zertrampelt sie.“ Ab 1925 bekämpfte Pfemfert in der Aktion die Kommunistische Partei der Sowjetunion (KPdSU) als „konterrevolutionär“ und bezeichnete Josef Stalin als „antisemitischen Faschisten“. Ab 1927 solidarisierten sich Pfemfert und seine aus einer jüdischen Familie stammende Ehefrau Alexandra Ramm-Pfemfert mit Leo Trotzki, obwohl sie dessen Niederschlagung des Kronstädter Matrosenaufstands (1921) ablehnten. Sie erklärten Stalins Verfolgung der Trotzkisten aus dessen Antisemitismus. Im Dezember 1928 druckte die Aktion Artikel der Prawda über „den wachsenden Antisemitismus unter den Jungkommunisten“ nach. 1927 und 1931 verwies sie auf eine nationalsozialistische Broschüre, weil diese den Machtkampf zwischen Stalin und Trotzki als „Kampf Rußlands gegen das Judentum“ darstellte. Ab 1929 übersetzte Alexandra Ramm-Pfemfert Trotzkis Schriften ins Deutsche. Auch im Briefwechsel mit Trotzki thematisierte das Ehepaar Pfemfert öfter Judenfeindschaft unter Kommunisten.

### 1926–1932:Die Aktionverschwindet
Das Scheitern der Revolution und die Grabenkämpfe zwischen den linken Parteien schadeten auch der Aktion, die entsprechend an Lesern verlor. Zuvor schon hatte sie, durch ihre rein politische Ausrichtung, die nur an Kunst interessierten Leser abgeschreckt. Dazu kam die Inflation. Ab 1927 erschien das Heft nur noch unregelmäßig etwa sechs- bis siebenmal jährlich. 1929 wurde der Untertitel in „Zeitschrift für revolutionären Kommunismus“ geändert, doch da war die Aktion schon kaum mehr existent. Zuletzt wurden Texte, um Platz zu sparen, in immer kleinerer Type gesetzt; 1929 erschienen drei Ausgaben, 1930 eine, 1931 zwei und im August 1932 schließlich die letzte Nummer der Aktion. Neben den genannten wirtschaftlichen und politischen Gründen hat wohl auch Pfemferts sich ab Ende der 1920er Jahre verschlechternder Gesundheitszustand dazu geführt, dass Die Aktion schließlich einging.

## Erscheinungsbild

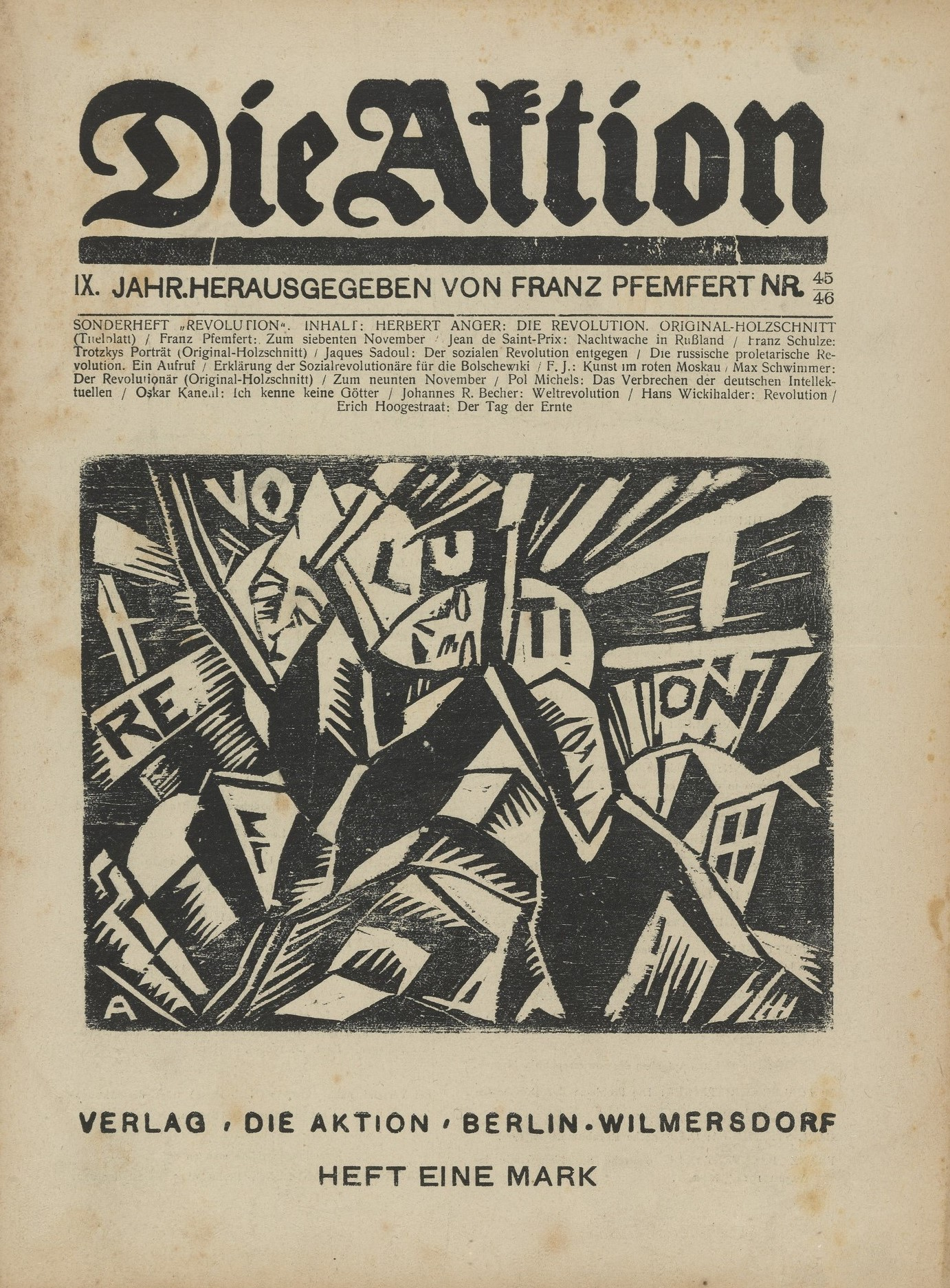
Die Aktion, Nr. 45/46, 15. November 1919. Titelblattholzschnitt Die Revolution von Herbert Anger

Die Aktion hatte Quartformat, der Satz war zweispaltig. Anfangs war das Heft in Fraktur gesetzt, jedoch schon 1912 wurde die Antiqua eingesetzt – passend zur Modernität der Inhalte. Meist begann das Heft mit einem häufig von Pfemfert geschriebenen Leitartikel zu einem politischen Thema. Der Umfang des Heftes betrug in der Regel 14 Textseiten. Die Titelseite, auf der anfangs häufig der Leitartikel erschien, wurde später zu einem Cover umgestaltet, das oft mit expressionistischer Grafik gestaltet war und das Inhaltsverzeichnis enthielt.

## Auflage und Finanzierung
Die wirtschaftliche Basis der Aktion war, trotz ihres anfänglichen großen Erfolgs bei der Intelligenz, stets wacklig. Zu den besten Zeiten wurden 7000 Exemplare verkauft. Der Verkaufspreis betrug anfangs 10 Pfennig, nach Ausbruch des Ersten Weltkriegs erst 30, dann 40 und nach 1918 steigert er sich bis auf 80 Pfennig. Um weitere Einnahmen zu erzielen, wurde eine Luxusedition mit einer Auflage von 100 Exemplaren auf Büttenpapier gedruckt und für den vierfachen Preis verkauft. Dazu kamen, da Pfemfert, um unabhängig zu sein, weitgehend auf Anzeigen verzichtete, regelmäßig Veranstaltungen wie Bälle, Lesungen und Vortragsabende. Zuwendungen Dritter lehnte er ab, so zum Beispiel von Paul Cassirer, der ihm während des Kriegs ein entsprechendes Angebot machte. Ab 1916 erschienen die Aktions-Bücher. Die 1917 gegründete Aktions-Buch- und Kunsthandlung, die von Pfemferts Frau Alexandra Ramm-Pfemfert geleitet wurde und die ihren Sitz in der Kaiserallee 222 (heute Bundesallee) in Berlin-Wilmersdorf hatte, sorgte für weitere Einnahmen.

## Redaktion und Redaktionsbüro
Anfangs arbeiteten Kurt Hiller und der Anarchist Anselm Ruest an der Zeitschrift mit. Es kam jedoch schon 1912 zum Bruch mit Ruest, 1913 zum Zerwürfnis mit Hiller. Von 1918 bis 1929 war der Dichter Oskar Kanehl Pfemferts wichtigster Mitarbeiter, und Alexandra Ramm-Pfemfert war regelmäßig an der Arbeit am Heft beteiligt. Zumindest zeitweilig gab es auch eine Sekretärin, Lisa Pasedag.
Über ein eigentliches Redaktionsbüro verfügte Die Aktion nie. Das Heft war ein Ein-Mann-Betrieb, die Redaktionsadresse entsprechend die Privatanschrift von Franz Pfemfert: Nassauische Straße 17 in Berlin-Wilmersdorf. Die Atmosphäre dort hat Franz Jung so beschrieben: „Der Mann, der in Berlin, in der Nassauischen Straße im Hinterhaus im 4. Stock, sozusagen bei offener Tür hinter seinem Schreibtisch gesessen ist, jeder konnte ohne zu klopfen oder zu läuten eintreten und zu ihm sprechen, während er mit einer kleinen Handmaschine sich seine Cigaretten stopfte. Für Pfemfert war jeder, der in den Laden kam, ob er etwas zur Beurteilung brachte oder gedruckt werden wollte, ein Kunde, ein guter oder ein schlechter.“

## Fortführung
Zwischen 1981 und 2013 setzte Lutz Schulenburg Die Aktion im Verlag Edition Nautilus fort. Insgesamt erschienen 220 Nummern. Das letzte Heft (September 2013) wurde von Hanna Mittelstädt herausgegeben und ist Schulenburg gewidmet, der einige Monate vorher verstarb.

## Künstler und Autoren
Bildende Kunst
- Gerd Arntz
- Alexander Archipenko
- Rüdiger Berlit
- Otto Beyer
- André Derain
- Conrad Felixmüller
- Lyonel Feininger
- George Grosz
- Katharina Heise
- Hermann Huber[6]
- Ernst Ludwig Kirchner
- Alfred Kubin
- Margarete Kubicka
- Stanislaw Kubicki
- Wilhelm Lehmbruck
- Franz Marc
- Henri Matisse
- Ludwig Meidner
- Carlo Mense
- Max Oppenheimer
- Pablo Picasso
- Adriana van Rees-Dutilh
- Hans Richter
- Heinrich Richter-Berlin
- Christian Schad
- Egon Schiele
- Karl Schmidt-Rottluff
- Georg Schrimpf
- Max Schwimmer
- Franz Wilhelm Seiwert
- Georg Tappert
- Félix Vallotton
- Heinrich Vogeler

Literatur
- Ernst Angel
- Hugo Ball
- Johannes R. Becher
- Gottfried Benn
- Ernst Blass
- Franz Blei
- Paul Boldt
- Georg Brandes
- Max Brod
- Theodor Däubler
- Hedwig Dohm
- Albert Ehrenstein
- Carl Einstein
- Heinrich Fischer
- Heinz Elm
- André Gide
- Claire Goll
- Yvan Goll
- Ferdinand Hardekopf
- Paul Hatvani
- Georg Hecht
- Max Herrmann-Neiße
- Georg Heym
- Kurt Hiller
- Jakob van Hoddis
- Marie Holzer
- Angela Hubermann
- Richard Hülsenbeck
- Heinrich Eduard Jacob
- Hanns Johst
- Franz Jung
- Oskar Kanehl
- Rudolf Kapri
- Hermann Kasack
- Julius Talbot Keller
- Kurt Kersten
- Wilhelm Klemm
- Gottfried Kölwel
- Arthur Kronfeld
- Else Lasker-Schüler
- Alfred Lichtenstein
- Heinrich Mann
- Charles Péguy
- Ernst Stadler
- Theodor Lessing
- Franz Mehring
- Erich Mühsam
- Mynona
- Karl Otten
- Maximilian Rosenberg
- Ludwig Rubiner
- René Schickele
- Paul Scheerbart
- Walter Serner
- Carl Sternheim
- Ernst Toller
- Frank Wedekind
- Hans Jürgen von der Wense
- Franz Werfel
- Alfred Wolfenstein
- Carl Zuckmayer

Politik
- Michael Bakunin
- Alexander Bogdanow
- Otto Corbach
- Otto Gross
- Pjotr Kropotkin
- Nadeschda Krupskaja
- Lenin
- Karl Liebknecht
- Anatoli Lunatscharski
- Rosa Luxemburg
- Rudolf Rocker
- Otto Rühle
- Leo Trotzki